# موهيغان
الموهيغان قبيلة من هنود أمريكا الشمالية الحمر. كانت تقيم في الجزء الشرقي من ولاية كونتّيكُت الأمريكية.